# Бадалони, Томас
Томас Оскар Бадалони (исп. Tomás Oscar Badaloni; род. 2 мая 2000) — аргентинский футболист, нападающий клуба «Годой-Крус», выступающий на правах аренды за «Тигре». 

## Клубная карьера
В детстве играл в мини-футбол. В 2012 году стал игроком молодёжной команды «Клуб Леонардо Муриальдо». В 2016 году стал игроком футбольной академии клуба Годой-Крус». 27 июля 2020 года дебютировал в основном составе «Годой-Круса» в матче аргентинской Суперлиги против «Сан-Лоренсо де Альмагро», отметившись забитым мячом.